# Oleg Wiktorowitsch Boyko
Oleg Wiktorowitsch Boyko (russisch Олег Викторович Бойко; * 28. September 1964 in Moskau) ist ein russischer Unternehmer, Manager und internationaler Investor.
Oleg Boyko ist ein internationaler Investor und Vorsitzender der Finstar Financial Group, einer diversifizierten Private-Equity-Gesellschaft. Finstar verwaltet und berät weltweite Portfoliounternehmen und Vermögenswerte. Das von Finstar verwaltete Vermögen beläuft sich auf über 2 Milliarden US-Dollar. Oleg Boykos Interessen erstrecken sich auf Europa, die USA, Asien und Lateinamerika. Derzeit befindet er sich auf dem 1561. Platz auf der weltweiten Liste der Milliardäre. Sein Privatvermögen wird auf 1,4 Milliarden US-Dollar geschätzt.

## Bildungsweg
Oleg Boyko studierte am Moskauer Staatlichen Luftfahrtinstitut, wo er sich auf Funkelektronik spezialisierte. Boyko erwarb daraufhin einen Master of Business Administration der Russischen Akademie für Volkswirtschaft und Öffentlichen Dienst beim Präsidenten der Russischen Föderation. Er arbeitete zwischen 1982 und 1986 an der Lomonossow-Universität Moskau.

## Karriere

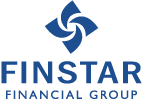
Logo den Finstar Financial Group

Der internationale Serieninvestor Oleg Boyko besitzt ein vielfältiges Portfolio und hat erfolgreich in verschiedene Branchen investiert, darunter Finanzdienstleistungen, Banken, IT, Einzelhandel, Immobilien, Unterhaltung und Stahl.
Schon in jungen Jahren interessierte sich Boyko für den Finanzsektor und begann seine Karriere in der IT- und Finanzbranche während seines Studiums. Man rechnet ihm an, dass er in den 1990er Jahren die ersten Geschäfte in Moskau mit Kreditkartenlesern vertraut machte.
Im Jahr 1996 gründeten Boyko und ein ausgewähltes Team professioneller Führungskräfte die Finstar Financial Group als Anlageinstrument und Verwaltungsgesellschaft, um so Unternehmen im Auftrag von Boyko und anderen privaten Investoren zu identifizieren, in diese zu investieren und aktiv zu verwalten.
Als Vorsitzender von Finstar hat der internationale Investor Oleg Boyko nun Finstar angewiesen, sich vor allem auf die Bereiche digitale Finanzdienstleistungen und Fintech zu konzentrieren. In den nicht zum Kerngeschäft gehörenden Geschäftsbereichen ist Finstar im Immobilien-, Unterhaltungs- und FMCG-Einzelhandel vertreten.
1999 war Boyko zusammen mit Alexander Abramow gemeinsamer Investor bei EvrazHolding. Er verband drei Stahlwerke miteinander und gründete damit einen der weltweit größten vertikal integrierten Stahlproduzenten. 2004 verkaufte Boyko seinen Anteil von 25 % an EvrazHolding für etwa 600 bis 700 Millionen US-Dollar, ehe diese an der Londoner Börse notiert wurden.
Im Jahr 2002 gründete Boyko die Ritzio Entertainment Group und investierte in Casinos und Glücksspiele. Ein Geschäft, das in Russland expandierte, bevor es international interessant wurde. Das russische Geschäft brach abrupt ab, als Wladimir Putin das Glücksspiel 2009 verboten hatte. 2010 wurde Boyko Investor in Lotteriegeschäfte in Russland und der Ukraine, einschließlich der nationalen Lotterie zur Unterstützung der Olympischen Winterspiele 2014 in Sotschi. Später hat er alle seine Lotteriebeteiligungen veräußert.
2003 erwarb Finstar eine Mehrheitsbeteiligung an der lettischen Geschäftsbank Baltic Trust Bank. Bis 2006 rangierte die Baltic Trust Bank auf Platz 13 der 24 Banken in Lettland und verfügte mit 74 Filialen in ganz Lettland über eines der größten Filialnetze. 2006 verkaufte Finstar seinen Anteil von 79 % an GE Capital, dem Bank- und Finanzbereich von General Electric.
2006 trat Boyko über eine neue Holdinggesellschaft namens Finstroy in den Immobilienmarkt ein.
Ebenfalls 2006 hat Finstar unter Boyko 75 % von Rive Gauche erworben. Damals war es ein lokales Unternehmen mit Geschäften hauptsächlich in Sankt Petersburg; Unter Boyko entwickelte sich Rive Gauche zur zweitgrößten Kosmetik- und Parfümeriekette Russlands. 2012 verkaufte Boyko 51 % seiner Anteile an ein Investorenkonsortium, hält jedoch weiterhin 24 % des Unternehmens.
Boyko war auch in die Filmproduktion involviert und arbeitete 2014 als Co-Produzent bei Frank Millers Sin City: A Dame to Kill For  und ist Co-Produzent bei Scarlett Johanssons Regiedebüt für den Film Summer Crossing, der auf einem Roman von Truman Capote basiert.

## Geschäftsinteressen

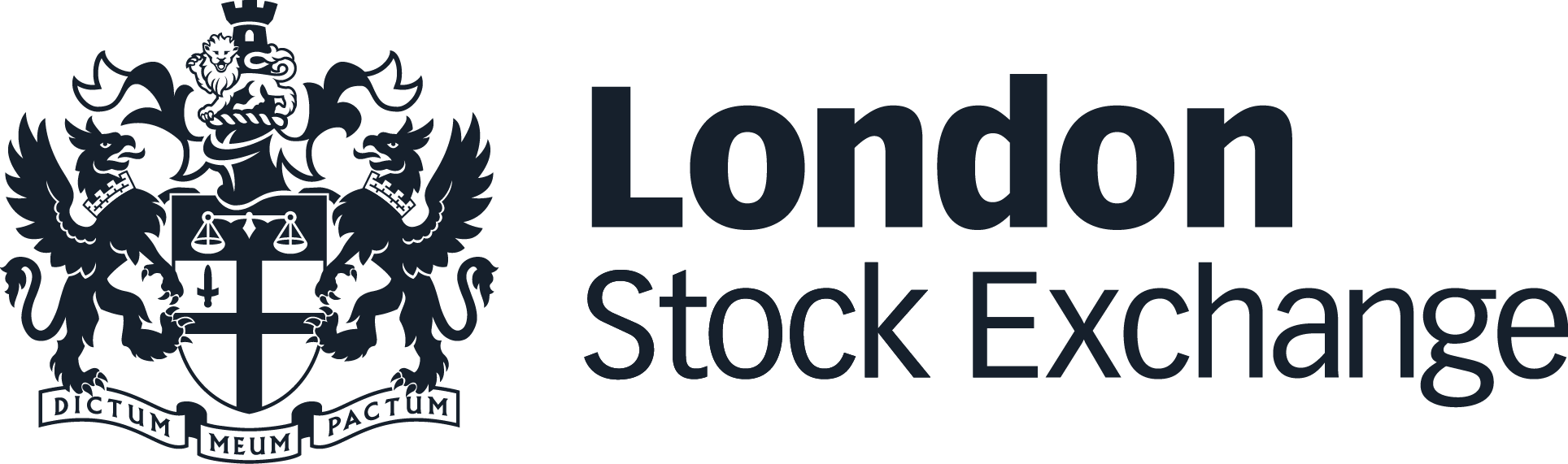
Logo der London Stock Exchange

Oleg Boykos Fokus liegt derzeit auf den Sektoren digitale Finanzdienstleistungen, Fintech und Finanztechnologie und ist gestützt durch seine umfassende Bankerfahrung.
Laut Boyko ist die FinTech-Industrie der „größte blaue Ozean“ in der Geschäftswelt. Sie bietet Produkte und Dienstleistungen für Einzelpersonen, die keinen Zugang zu traditionellen Finanzdienstleistungen haben, und für all diejenigen, die von den Großbanken unterversorgt sind.
Daher baut Boyko seine Aktivitäten in technologiebasierten, datengesteuerten und innovativen Finanzdienstleistungsplattformen und Geschäftsalternativen zum herkömmlichen Bankensektor weiter aus. Boyko ist fest entschlossen, die Veränderungen des globalen Verbraucherverhaltens, den Fortschritt in Technologie und Datenwissenschaft zu nutzen und die wachsende Leistungsfähigkeit und Verfügbarkeit mobiler Geräte zu nutzen. Damit will er all den Verbrauchern eine alternative Banking-Option anbieten, die über keinen Zugang zu traditionellen Finanzdienstleistungen und Banken verfügen. Alternative Finanzdienstleistungen gingen zuerst auf die Bedürfnisse dieser Kunden ein.
Das Portfolio von Finstar umfasst unter anderem Spotcap, eine Online-Kreditplattform für KMU, Prestamos Prima, einen Online-Finanzdienstleister für Verbraucher, und Viventor, eine Peer-to-Peer Kreditplattform.
2017 kündigte Oleg Boyko seine Absicht an, 150 Millionen US-Dollar in Fintech-Unternehmen und interne Forschungs- und Entwicklungsaktivitäten in Portfolio-Unternehmen zu investieren. Die erste Phase eines globalen Fintech-Investitionsplans wurde bereits gestartet. Es wurde zugesagt, bis zu 50 Millionen US-Dollar in das Konsumentenkreditgeschäft des asiatisch-pazifischen Raums zu investieren.

## Parasport Foundation
Boyko gründete die Parasport Foundation während der Paralympischen Winterspiele in Turin 2006. Die Stiftung bietet paralympischen Sportlern eine Unterstützung bei der Ausbildung und Teilnahme an Wettkämpfen und für die Erhaltung körperlicher und psychischer Gesundheit an und fördert auch die Gleichstellung von Menschen mit Behinderungen. Vor kurzem wurde die Stiftung offizieller Partner des Russian Paralympic Committee und ist in Asien präsent. 2016 veranstaltete Boyko die Feierlichkeiten des 10-jährigen Jubiläums mit einer Veranstaltung in Moskau mit. Es nahmen Vertreter des Paralympischen Komitees aus 25 Ländern teil. Seit 2006 ist Boyko auch Vorsitzender des Paralympic Movement Development Committee des Russian Paralympic Committee. Nach der erfolgreichen Finanzierung durch den Parasport der IWAS-Spiele 2015 in Sotschi wurde er im Oktober 2015 zum Mitglied des International Wheelchair and Amputee Sports Federation (IWAS) Development Committee ernannt.